# Fermin Muguruza

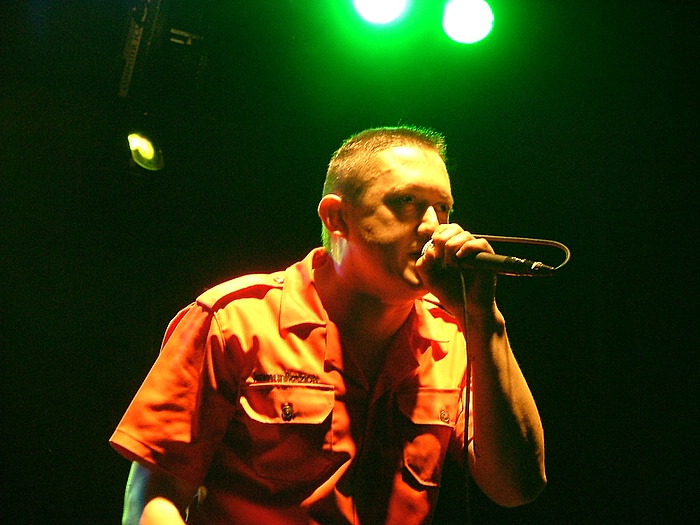
Fermin Muguruza (2004)

Fermin Muguruza Ugarte (* 20. April 1963 in Irun, Gipuzkoa, Baskenland) ist ein baskischer Musiker. Er gehört, wie u. a. auch Manu Chao, zu den Vertretern der Mestizo-Musik, der Stilrichtungen wie Reggae, Ska, Hip-Hop und Punkrock in seinen Liedern mischt. In den Texten lässt sich ein linker politischer Ansatz erkennen. Er hat wiederholt mit baskischen Gefangenenorganisationen und Herri Batasuna zusammengearbeitet. 1999 kandidierte er als Parteiloser auf den Listen von Euskal Herritarrok bei den Wahlen des Europäischen Parlaments.

## Selbstbeschreibung
Zitat von Bandgründer Fermin Muguruza über seine Musik: „Als eine Art musikalischer Chronist bringe ich mal explizit, mal poetisch verblümt, zum Ausdruck, was mir in dieser Welt, bei allen Unterschieden, an Zusammenhängen und Analogien auffällt.“

## Geschichte
Aufgewachsen ist Bandgründer Fermin im Baskenland. Durch die musikalische Tradition seiner Heimat fand er früh Interesse an Musik und lernte Akkordeon und Gitarre spielen. In den 1980er Jahren gründete er die baskischen Bands Kortatu und Negu Gorriak. Seit der Auflösung von Negu Gorriak ist Fermin Muguruza unter wechselnden Namen mit verschiedenen Soundkollektiven unterwegs.
Geprägt durch die Militärdiktatur Francos war Punk für ihn wie eine Befreiung, doch sein musikalisches Interesse neigte sich, beeinflusst von verschiedenen Künstlern wie The Clash und Black Uhuru, dem Ska, Hardcore Punk und Hip-Hop zu.
1996 produzierte er das Debütalbum der Schweizer Band Wemean.

## Diskografie
- Amodio eta gorrotozko kantak / Canciones de amor y odio (1984-1998) (Kompilation), Esan ozenki-El Europeo-karonte, 1998.
- Brigadistak Sound System (Album), Esan Ozenki, 1999.
- erREMIXak (Remix), Esan Ozenki, 1999.
- FM 99.00 Dub Manifest (Album), Esan Ozenki, 2000.
- Korrika. mundu bat euskarara bildu. (Big Beñat) (Single), Esan Ozenki, 2001.
- In-komunikazioa (Album), Kontrakalea, 2002.
- Irun Meets Bristol / Komunikazioa (Remix), Kontrakalea, 2003.
- Barcelona, Apolo 2004-I-21 (Live), Kontrakalea, 2004.
- 99-04 (DVD + CD), Kontrakalea, 2004.
- Xomorroak (Bizitza lorontzian) - Bichitos (La vida en el tiesto) (Album), Kontrakalea, 2005.
- Euskal Herria Jamaika Clash (Album), Talka, 2006.
- BASS-que Culture (DVD + Remix-CD), Talka, 2006.
- Afro-Basque Fire Brigade Tour 2007 (Foto-Buch + DVD), Talka, 2007.
- Asthmatic Lion Sound Systema (Album), Talka, 2008
- Asthmatic Lion Sound Systema Remix, (Remix), Talka, 2009
- Checkpointrock (Compilation, u. a. mit Manu Chao), Talka, 2009